# Тюрин, Александр Иванович
Александр Иванович Тюрин (род. 4 ноября 1959) — художник-живописец, Заслуженный работник культуры Республики Узбекистан. Председатель «Секции живописи» Творческого Союза художников Узбекистана, Академии художеств Узбекистана (2014 - 2023). Ученое звание - Доцент,  кафедра монументальной живописи Национального института художеств и дизайна имени Камолиддина Бехзада Академии художеств Узбекистана.

## Биография
Родился в Средней Азии, в горах Тянь-Шаня в 1959 г. в семье геолога и метеоролога. В 1981 г. окончил живописное отделение Республиканского художественного училища им. П. П. Бенькова в Ташкенте. В 1984—1986 годах служил в рядах Вооруженных Сил СССР, К.ТуркВО, Специальный Батальон Особого Назначения 40-й Армии Афганистана.
- В 1988 г. окончил отделение монументальной живописи Ташкентского театрально-художественного института им. А. Н. Островского.
- В 1991 г. окончил целевую ассистентуру Ленинградского Института им. И. Е. Репина Академии Художеств СССР по специальности «Рисунок и живопись». Его наставниками были профессоры Б. С. Угаров, О. А. Еремеев, Б. М. Лавренко, М. М. Девятов, М. М. Герасимов.
- В 1988—1993 годах преподавал на кафедре дизайна «Рисунок и живопись» Ташкентского института текстильной и легкой промышленности им. Ю. Ахунбабаева.
- С 1994 по 2004 год жил в Москве, занимался выставочной и творческой деятельностью.
- С 2005 по 2011 год жил в Ташкенте, занимался выставочной, общественной и творческой деятельностью.
- С 2012 года преподаёт на отделении монументальной живописи Национального института художеств и дизайна им. К. Бехзода, Академии художеств Узбекистана.
- С 2014 года является председателем секции живописи Творческого объединения художников Академии художеств Узбекистана.

## Членство в творческих союзах
- 1990—1991 — Член Молодёжного объединения художников Союза художников СССР
- 1992—1997 — Член Союза художников Узбекистана
- С 1993 — член международной федерации художников ЮНЕСКО
- С 1997 — член Творческого Союза художников Узбекистана, Академии художеств Узбекистана.
- С 2009 — член Профессионального союза художников России.

## Выставки
1989
- Всесоюзная выставка «Образы времени», Научно-исследовательский Музей Академии художеств СССР (Ленинград).
- Выставка «Tashkent-town of craftsmen» (Лондон).
- Выставка «Пейзаж в творчестве художников стран содружества» МКСХ в ЦДХ (Москва).
- Выставка «The Sharles Summer School». В Museum and Arhives (Вашингтон, США).

1996
- Международная выставка «Art Moscow» в ЦДХ (Москва).
- Выставка галереи «Арт-агентство» в ЦДХ (Москва).

2000
- Выставка «Восток-Запад. Диалог во времени» АХ Узбекистана в ЦВЗ (Ташкент).

2001
- Ташкентская международная выставка «BIENNALE-2001» (АХ Узбекистана, МКСХ, Ташкент).
- Выставка «Энг улуг, энг азиз» (Центр современного искусства, АХ Узбекистана, Ташкент).

2002
- Международная выставка «Art-Saloon 2002» (АХ Узбекистана, МКСХ, ЦДХ, Москва).
- Персональная выставка «Ильхом-2002» (Театр Ильхом, Ташкент).

2003
- Выставка «Seismograph» (Швейцарское Бюро по Сотрудничеству, АХ Уз, ЦВЗ, Ташкент).
- Ташкентское международное «BIENNALE−2003» (АХ Узбекистана, МКСХ, Ташкент).
- Выставка «Портрет в творчестве художников стран Средней Азии» (МКСХ, ЦДХ, Москва).

2005
- Международная выставка «Корея + Узбекистан». Ассоциация художников Кореи, АХ Уз, Ташкент.
- Ташкентское международное «BIENNALE −2005». АХ Уз, МКСХ, Ташкент.
- Международная выставка «Среда обитания». «Art-Saloon 2005»" АХ Уз, МКСХ, ЦДХ, Москва.

2007
- Ташкентское международное «BIENNALE −2007». АХ Уз, МКСХ, Ташкент.
- Выставка «Окно в мир востока» МКСХ., ЦДХ, Москва.

2008
- Персональная выставка «Цивилизация». Галерея изобразительного искусства Узбекистана,Ташкент.
- Выставка галерея «Арт-агентство». МКСХ,в зале 14Б ЦДХ, Москва.

2009
- Ташкентское международное «BIENNALE-2009». АХ Уз, МКСХ, Ташкент.

2010
- Юбилейная персональная выставка «Диалог». АХ Уз, ЦВЗ.
- Персональная выставка. «Central Eurasia Club Gunma». Маэбаси. Япония.
- Выставка галерея «Арт-агентство». МКСХ, в зале 14Б ЦДХ, Москва.

2011
- Персональная выставка «Известные художники Узбекистана». «Галерея Оцу». Япония.
- Выставка «The invited exhibition of Korea artists in Uzbekistan». Ассоциация художников Кореи,АХ Уз, Ташкент.
- Ташкентское международное «BIENNALE-2011». АХ Уз, МКСХ, Ташкент.

2012
- Персональная выставка «Грани творчества». Национальный центр искусств «Зайкарнар», Ташкент.
- Персональная выставка «Восток, Любовь, Жара». Международный Караван-сарай культуры Икуо Хироямы, АХ Уз, Ташкент.
- Персональная выставка «Современное искусство Узбекистана». «Галерея международного центра дизайна», Маэбаси, Япония.

2013
- Ташкентское международное «BIENNALE-2013». АХ Уз, МКСХ, Ташкент.

2014
- Международная выставка «История и культурная взаимосвязь Узбекистана и Европы: от Александра Македонского до Амира Тимура». Европарламент. Бельгия.
- Выставка галерея «Арт-агентство» МКСХ, в зале 14Б ЦДХ, Москва.

2017
- Выставка "Фестиваль изобразительного искусства Узбекистана. «Выставка портретов»,АХ Уз, ЦВЗ, Ташкент.
- Международная выставка «Современное искусство Узбекистана». Казахстан.
- Международная выставка «Современные художники Узбекистана». Пекин, Китай.
- Выставка «XX лет Академии художеств Узбекистана». АХ Уз, ЦВЗ,Ташкент.
- Выставка « Академическая выставка Академии художеств Узбекистана» АХ Уз, ЦВЗ, Ташкент.

2018
- Персональная выставка. Государственный музей искусств Республики Каракалпакстан им. И. В. Савицкого. Нукус.
- Выставка "Навруз". ЦАЗ, Академия художеств Узбекистана.

2019
- Выставка «Русское искусство в Узбекистане во взаимодействии с искусством братских народов», посвященная 25-летию Русского культурного центра Узбекистана (Ташкент).
- Выставка «Фестиваль изобразительного искусства Узбекистана (Ташкент).
- Персональная юбилейная выставка «Транзит». (Ташкент).

2020
- Выставка. Онлайн
- Выставка «Художник и природа» (Ташкент).

2021
- Выставка «Навруз» (Ташкент).
- Выставка «Дни культуры Узбекистана» (Москва).

## Награды и премии
- 1986 г. Почетный знак Министерства Обороны СССР «КТурк ВО. За самоотверженный ратный труд».
- 2010 г. Серебряная медаль Академии художеств Узбекистана, 
Ежегодная премия Республики Узбекистан «ТОП-АРТ 2010» в номинации «Лучшая выставка года».
- В 2014 г. А. И. Тюрину присвоено почетное звание «Заслуженный работник культуры Республики Узбекистан»[1].
- 2019 г.: Медаль Русской православной церкви «В память 200-летия победы в Отечественной войне 1812 года»
Почетный знак Русского Культурного Центра Узбекистана «За вклад в развитие русской культуры в Узбекистане»
Ежегодная премия Республики Узбекистан «ТОП-АРТ 2019» в номинации «Лучший художник года».

### Альбомы
- MODERN ART OF UZBEKISTAN : книга-альбом. — Ташкент: Академия художеств Узбекистана, 2001.
- THE ANTHOLOGY OF FINE ARTS OF UZBEKISTAN : книга-альбом. — Ташкент: Академия художеств Узбекистана, 2009. ISBN 978-9943-322-68-4 УДК 75(575.1)(09)
- THE CREATION OF THE BEAUTY : книга-альбом. — Ташкент: Академия художеств Узбекистана, 2013.
- Изобразительное искусство Узбекистана : Художники содружества : книга-альбом. — Москва: Международная конфедерация союзов художников, 2013. ISBN 978-5-269-01151-6

### Каталоги
- Tashkent-town of craftsmen. — Ташкент: 1989.
- ALEXANDER TYURIN. — М.: Восточная галерея; Мост-Банк, 1994.
- Восток — запад. Диалог во времени. — Ташкент: Академия художеств Узбекистана; ЦВЗ, 1994.
- ART-MOSCOW : Международная художественная выставка. / Ассоциация искусствоведов и критиков. — М.: Российский фонд культуры, 1996.
- Eng ylyg`, eng aziz : 10 лет независимости Республики Узбекистан. — Ташкент: Академия художеств Узбекистана, 2001.
- 130 лет Ташкентской и Среднеазиатской Епархии. — Ташкент: Академия художеств Узбекистана, 2001.
- BIENNALE 2001. — Ташкент: Академия художеств Узбекистана, 2001.
- Seismograph. — Ташкент: Академия художеств Узбекистана, 2003.
- Korean + Uzbekistan. Сеул: Ассоциация художников Кореи, 2004.
- Салон ЦДХ`05. Среда обитания. — М.: Международная конфедерация союзов художников, 2005.
- ALEXANDER TYURIN : каталог / Издан при поддержке Международного центра финансово-экономического развития. — М.: 2007.
- THE INVITED EXHIBITION OF KOREA ARTISTS IN UZBEKISTAN. Сеул: Ассоциация художников Кореи, 2011.
- Художники Узбекистана к 20-летию независимости Республики Узбекистан. — Ташкент: Академия художеств Узбекистана, 2012.